# ガーナ軍
ガーナ軍（ガーナぐん 英語：Ghana Armed Forces）は、ガーナの国軍である。

## 概要
1957年、ガーナの独立に伴い創設。
1966年、軍の第2旅団長エマニュエル・クワシ・コトカや参謀将校のアクワシ・アフリファなどの一部将校が当時のクワメ・エンクルマ政権に対してクーデタを起こした。このクーデターは成功し1969年まで軍が政権を握った。その後、一時期軍の権限が削減されたが、1972年1月13日、イグナティウス・アチャンポンが無血クーデターを起こた。アチャンポン政権は1978年7月まで続いたが、7月以降はフレッド・アクフォ中将が政権を握った。1979年、ジェリー・ローリングスが軍事クーデターを起こし、フレッド・アクフォ政権を打倒。クーデター後すぐに民政移管が行われ、ヒラ・リマン大統領が政権を握った。しかし、リマン政権は機能不全を起こしため、1981年にローリングスは2度目のクーデターを起こした。以降1993年まで軍事政権が続いた。

## 機構
- ガーナ陸軍（英語版）
- ガーナ海軍（英語版）
- ガーナ空軍